# Ungholm
Ungholm est une île dans le landskap Sunnhordland du comté de Vestland. Elle appartient administrativement à Kvinnherad.

## Géographie
Rocheuse et désertique à l’exception d'un léger bosquet dans son nord-est, à fleur d'eau, elle s'étend sur environ 128 m de longueur pour une largeur approximative de 80 m.